# Spilogona brunneinota
Spilogona brunneinota este o specie de muște din genul Spilogona, familia Muscidae. A fost descrisă pentru prima dată de Harrison în anul 1955. Conform Catalogue of Life specia Spilogona brunneinota nu are subspecii cunoscute.